# 2013年錫斯坦和俾路支斯坦省地震
2013年錫斯坦和俾路支斯坦省地震，发生于伊朗當地時間2013年4月16日15时14分（UTC+4:30），震央位于伊朗和巴基斯坦边境錫斯坦和俾路支斯坦省薩拉萬市和哈什市之间，矩震級7.8。持续约25秒。
此地震是伊朗在过去40年来最强烈的地震。2013年4月9日伊朗西南部布什尔省刚刚发生芮氏規模6.3的地震。震中附近的Mashkel镇，85％左右的城市建筑被摧毁。

## 地震影响
地震波及整个东部伊朗和巴基斯坦南部大部分地区，利雅得、麦纳麦、多哈、阿布扎比、马斯喀特和德里均有震感。

## 發生原因

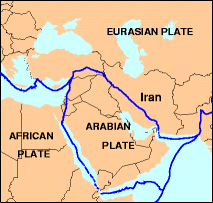
阿拉伯板块与欧亚，非洲和印度洋板块边界

此次地震发生在阿拉伯板块的密度大的大洋性质的地壳与欧亚板块碰撞并俯冲到欧亚板块之下的马克兰隐没带，从而形成的地震活跃、震源较深的“瓦班氏带”。震源深度80千米，属于中等深度地震。

## 災情
有消息称死亡40人，而伊朗政府随后否认有人死亡。而邻国巴基斯坦报告有34人死亡。根据伊朗红新月会透露，该地区所有的通信都被切断，救援队已派出。伊朗的许多建筑物被完全摧毁。

### 伤亡人数
- 伊朗至少有1人死亡，另有12人受伤。

- 巴基斯坦至少有34人死亡，另有105人受伤。